# Villa Monastero (Tremezzina)
Villa Monastero è una storica residenza di Lenno sul lago di Como in Italia.

## Storia
La villa venne costruita in un sito di particolare interesse archeologico, fatto testimoniato dai ritrovamenti in loco di umboni di scudo oggi conservati nel Museo archeologico Paolo Giovio di Como. È circondata da una cinta muraria che probabilmente era parte di un insediamento militare appartenente all'antico sistema fortificato dell’isola Comacina; in questo contesto il terreno che ospita l'attuale villa avrebbe ospitato una caserma. All'interno delle mura si trovava inoltre un oratorio dedicato a San Giovanni.
Tra il 1209 e 1211 un gruppo di monache benedettine cistercensi provenienti dal monastero dei Santi Faustino e Giovita, anticamente situato sull'isola, si stabilì in questo luogo. Le monache ristrutturarono il vecchio oratorio e vi eressero accanto il loro nuovo monastero, infine soppresso nel 1786.
La proprietà venne quindi convertita in residenza di villeggiatura. I lavori di ristrutturazione compresero la demolizione tanto dell'antico oratorio e del convento, anche se alcune porzioni murarie di quest'ultimo restano inglobate nell’attuale villa.
L'immobile, tutt'oggi proprietà privata, ospita oggi eventi come matrimoni e convegni aziendali.

## Descrizione
La villa sorge nell'abitato di Campo a Lenno, oggi parte del comune di Tremezzina. Una scenografica scalinata consente l'accesso diretto alla villa dal lago. L'ingresso al giardino terrazzato affacciato verso il lago e piantumato con alberi ad alto fusto avviene attraversando un austero portale in pietra mistilineo. Appena oltre la soglia alcuni ciottoli bianchi compongono la scritta PAX sul pavimento.

## Galleria d'immagini

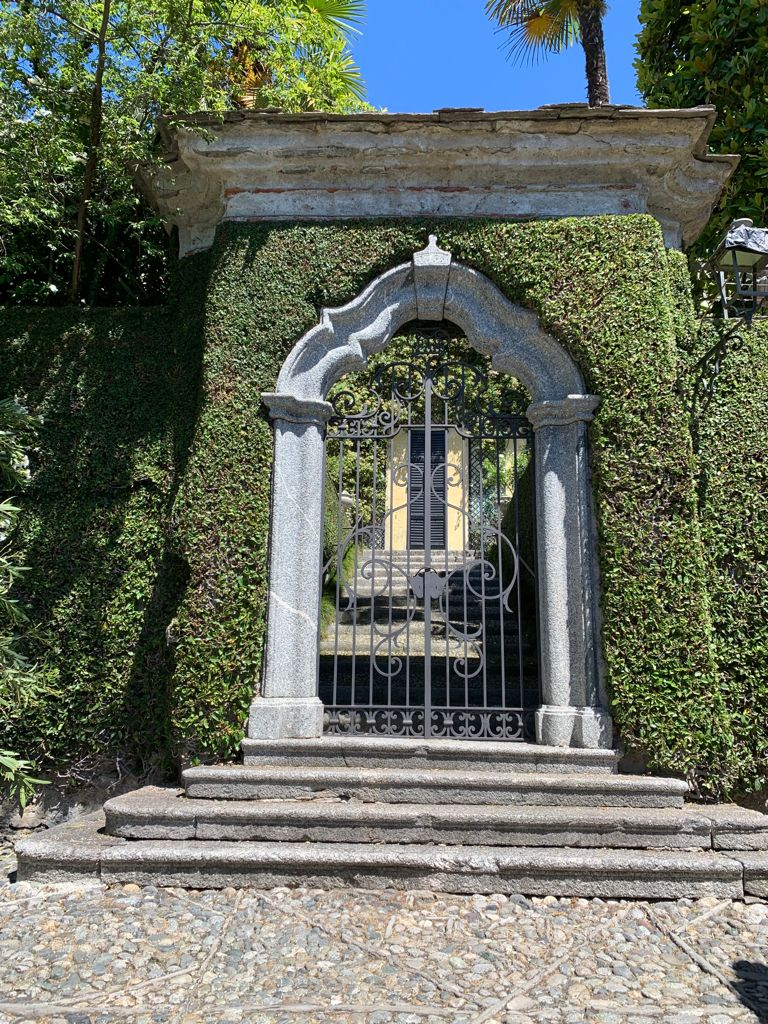
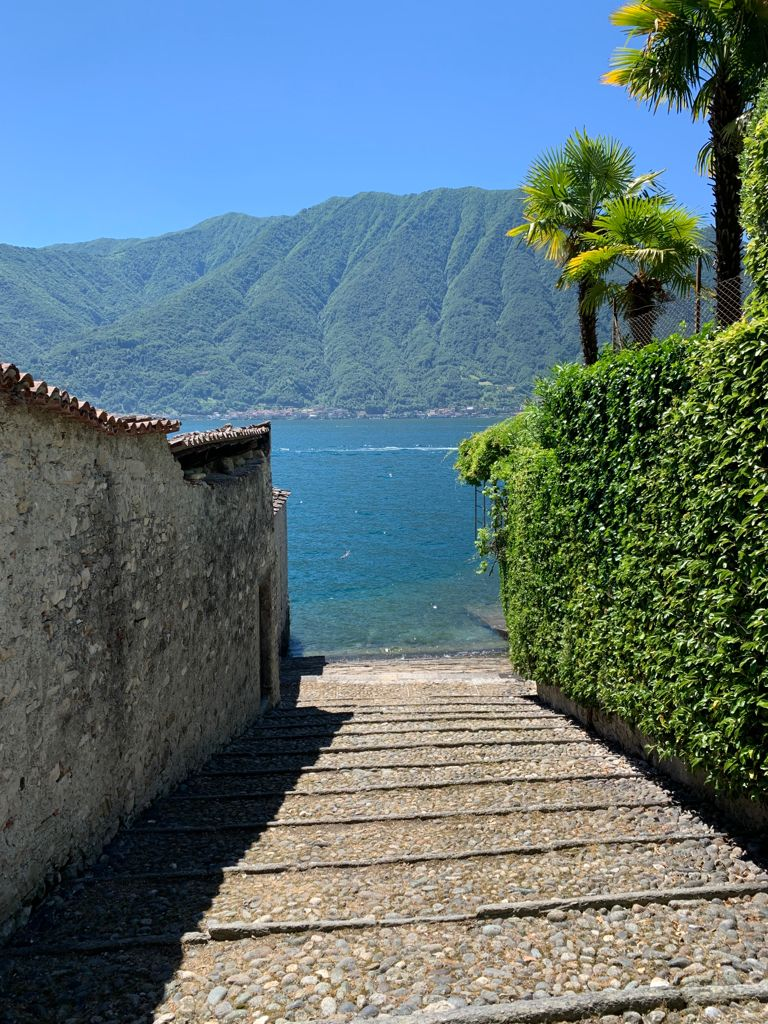
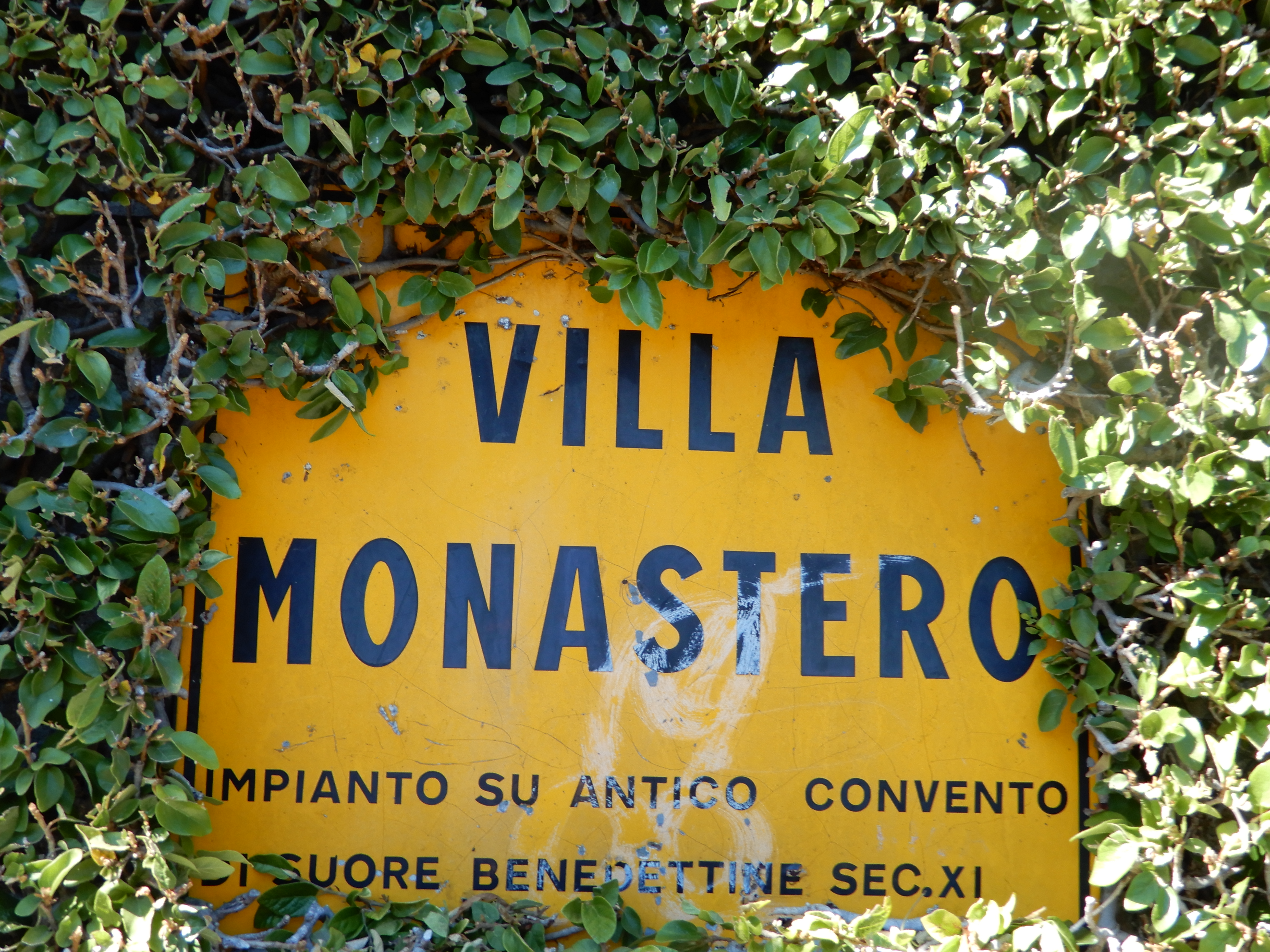